# Pictografisch schrift
Het pictografische schrift, ideografische schrift of beeldschrift is de oudste vorm van schrift op aarde. Het werd rond 3300 v.Chr. in Sumer uitgevonden.
Oorspronkelijk werd het vooral gebruikt om aantallen uit te drukken, bij wijze van betalingsbewijs. Drie koeien werden afgebeeld als, inderdaad, drie koeienkoppen. Later werden de afbeeldingen als een soort rebus gebruikt waarin de afbeeldingen ieder de waarde van een lettergreep kregen. De vroegste vormen komen uit Uruk en Jemdet Nasr in Zuidoost-Irak, maar ook uit Ninive verder stroomopwaarts en uit Syrië (zoals Tell Brak) en Iran (Susa en Godin Tepe).
Omdat het tekenen van de afbeeldingen tijdrovend en lastig was, ontwikkelde het schrift zich later in het spijkerschrift dat eenvoudiger was, ofschoon het nog wel jaren kostte om het goed te leren schrijven. Schrijvers waren echter veel gevraagd voor de administratie van stad en tempel. Het schrift is daarmee zo'n slordige 5300 jaar oud.
Wanneer een pictografisch schrift met arbitraire tekens voor abstracte begrippen wordt aangevuld en de tekens gestileerd worden en daardoor minder herkenbaar worden, ontwikkelt het zich tot een logografisch schrift.